# Juan Carlos Paz (Fußballspieler, 1944)
Juan Carlos Paz (* 6. September 1944) ist ein ehemaliger uruguayischer Fußballspieler.

## Karriere

### Verein
Paz gehörte 1964 der Nachwuchsmannschaft des Club Atlético Peñarol an. Er spielte 1967 für den Racing Club de Montevideo.

### Nationalmannschaft
Paz gehörte der uruguayischen U-20-Nationalmannschaft an. Er stand im Aufgebot, das 1964 an der Junioren-Südamerikameisterschaft in Kolumbien teilnahm. Das Team wurde Südamerikameister. Im Verlaufe des Turniers wurde er von Trainer Juan Carlos Ranzone sechsmal (kein Tor) eingesetzt. Er war auch Mitglied der A-Nationalmannschaft Uruguays. Er gehörte zum Aufgebot Uruguays bei der Südamerikameisterschaft 1967, bei der die von Juan Carlos Corazzo betreute Celeste den Titel gewann. Im Verlaufe des Turniers wurde er zweimal eingesetzt. Dies waren die Begegnungen am 29. Januar 1967 gegen Paraguay und am 2. Februar 1967 gegen Argentinien. Ein Tor erzielte er dabei nicht. Überdies wird für ihn ein weiterer Länderspieleinsatz (kein Tor) am 8. Juni 1969 gegen England geführt.

### Erfolge
- Südamerikameister: 1967
- Junioren-Südamerikameister: 1964